# Glazgovska skala kome
Glazgovska skala kome (akronim GCS od engl. reči Glasgow Coma Scale) je bodovni patofiziološki skor koji se u neurologiji i neurohirurhgiji koristi kako bi se vrednovao nivo svesti neposredno nakon traumatske povrede mozga.  Skala je lako primjenljiva i veoma pogodna za praćenje stanja svesti pacijenta u nekom datom vremenu.
GCS skala je prvi i do sada najrasprostranjeniji skoring sistem, koji su 1974. godine objavili Graham Teasdale i Bryan J. Jennett, profesori neurohirurgije sa Glazgovskog univerziteta. Međutim danas se na globalnom nivou najčešće korist neurološka skala. Oni su u skalu uvrstili samo tri vrste neurološkog pregleda jer smatraju da je važno ograničiti obim pregleda bolesnika i odabrati one delove neurološkog pregleda koji se mogu pouzdano izvesti i interpretirati, ne samo od strane neurologa, već i od strane medicinskih sestara, studenata i manje iskusnog medicinskog osoblja.
Glazgovska skale kome se izražava u poenima od 3 do 15, u kojoj skor od 3 poena označava najgori odgovor (duboka koma ili smrt), a 15 najveći broj bodova za GCS,  pri kojem bolesnik ima potpuno očuvanu funkciju CNS. Smatra se da u slučajevima kada je vrednost GCS ispod 10, bolesnik ima ozbiljnu traumu mozga.

## Polazne osnove
Osobi koja ima poremećaj svesti nije moguće objektivno i direktno izmeriti stanje svesti i zato se u kliničkoj praksi koriste različite skale kojima se stanje svesti bolesnika indirektno procenjuje. U svakodnevnom govoru, uobičajeno je čuti kako se pojmovi koma i poremećaj svesti koriste kao istovetni poremećaji, međutim koma je samo jedna od kategorija u spektru poremećaja svesti.
Koma je poremećaj svesti za koji je karakteristična odsutnost budnosti (koju definišemo otvaranjem očiju spontano ili nakon nadražaja) i odsutnost sadržaja svesti. Koma je i hitno stanje. Opisan poremećaj svesti mora trajati više od jednog sata kako bi se mogao razlikovati od prolaznih poremećaja svesti kao što je sinkopa. Koma obično traje dve do četiri nedelje i nakon toga najčešće prelazi u stanje budnosti bez sadržaja svesti/vegetativno stanje ili minimalno svesno stanje.
Procenjivanje stepena svesti i obolelosti organizma predstavlja jedan od osnovnih postupaka u medicinskoj praksi. Složenost intenzivnog lečenja i stalni rast materijalnih troškova, nametnuo je zahtevniju i objektivniju procenu bolesnikovog stanja svesti i njegove prognoze, što je u poslednjih dvadesetak godina rezultovalo razvojem različitih skoring sistema koji tu procenu olakšavaju. U tom smislu skorovi težine povreda preko stanja svesti (kao što je Glazgovska skala kome) služe da:
- numerički karakterišu prirodu i obim povrede,
- daju dodatni instrument u zbrinjavanju i lečenju pacijenata sa multiplim povredama,
- pomognu u istraživanjima povreda.

Navedeni parametri su se pokazali kao neophodni iz razloga što se odluka o upućivanju povređenog donosi na terenu, bilo od strane paramedicinskog osoblja ili u reanimacionoj ambulanti, od strane jednog lekara, najčešće bez konsultacije sa lekarima drugih profila zbog nedostatka vremena.
Glazgovska skala kome, koja je nekada bila polazna osnova danas se stalno usavršava kroz nove anatomske, patofiziološke i skorove koji se upotrebljavaju u jedinicama intenzivnog lečenja,i koji su sve precizniji.
Upotreba Glazgovske skale kome (GCS) ne bi trebalo da isključuje upotrebu drugih skala, kao što je E2 CS; pa se E2 CS  može koristiti zajedno sa GCS. Akumulacija podataka iz obe skale pruža informacije korisne za poboljšanje postojećih skala kome.

## Delovi glazgovske skale kome
Rezultati na skali se dobijaju sabiranjem vrednosti tri sledeća praćena parametra: 
- najboljeg očnog odgovora —  sa najvećom vrednosti 4,
- najboljeg govornog odgovora  — sa najvećom vrednosti 5,
- najboljeg motoričkog odgovora  — sa najvećom vrednosti 6.

| Otvaranje očiju | Motorne reakcije          | Govorne funkcije       |                 |
| --------------- | ------------------------- | ---------------------- | --------------- |
| spontano 4      | Izvršava nalog 6          | Spontan govor 5        |                 |
| po nalogu 3     | Izvršava ciljanu radnju 5 | Konfuzan govor 4       |                 |
| na bol 2        | Pokret povlačenja 4       | Nerazumljive reči 3    |                 |
| nema odgovora 1 | Fleksija 3                | Nerazumljivi glasovi 2 |                 |
|                 | Ekstenzija 2              | Nemogućnost govora 1   |                 |
|                 | Bez odgovora 1            |                        |                 |
| Ukupno ()       | Ukupno ()                 | Ukupno ()              | Zbir 3 do 15 () |

### Najbolji očni odgovor (O)
Najbolji očni odgovor vrednuje se na skali od 1 do 4 na sedeći način:
1. — ne otvara oči,
2. — oči otvara na bolni nadražaj,
3. — oči otvara na naredbu glasom,
4. — spontano otvara oči

### Najbolji motorički odgovor (M)
Najbolji motorički odgovor vrednuje se na skali od 1 do 6 na sedeći način:
1. — nema motoričkog odgovora,
2. — odgovara ekstenzijom na bolni nadražaj ( decerebracijski odgovor),
3. — odgovara fleksijom na bolni nadražaj ( dekortikacijski odgovor),
4. — odmiče se od bolnog nadražaja,
5. — lokalizuje bolni nadražaj,
6. — prati naredbe.

### Najbolji verbalni (govorni) odgovor (V)
Najbolji verbalni (govorni) odgovor vrednuje se na skali od 1 do 5 na sedeći način:
1. — nema odgovora na poziv glasom
2. — odgovara nerazumljivim zvukovima
3. — odgovara besmislenim rečima
4. — odgovora konfuzno
5. — odgovara orijentisano

## Tumačenje rezultata
Pored toga što skala služi za tumačenje rezultat sabiranjem dobijenih vrednosti, svaki od napred navedena tri parametara, može poslužiti i za pojedinačno tumačenje rezultati unutar svakog pojedinog parametra.
Primer, prikaza rezultat merenja — GCM 9 = O2, V4, M3, u 07:35
U načelu na osnovu Glazgovske skale kome, stanje komatoznog pacijenta možemo klasifikovati kao:
- Teška koma — ako je GCM ≤ 8
- Srednje teška koma  — ako je GCM 9 - 12
- Plitka koma  — ako je GCM ≥ 13

Napomena: Važno je naglasiti kako autori GCM skale Jennet i Teasdale nisu postavili brojčanu vrednost GCM-a koja označava komu jer su smatrali da se oštre granice u spektru poremećaja svesti ne mogu odrediti.

## Prednosti i nedostaci

### Prednosti
Glazgovska skala kome je jednostavna za upotrebu, a rezultati merenja nivoa svesti dobijeni ovom skalom mogu se relativno pouzdano koristiti za predviđanje ishoda traumatske povrede mozga, što je prikazano na ovom primeru navedenom u donjoj tabeli:
| Težina        | Glazgovska skala kome | Posttraumatska amnezija | Gubitak svesti         |
| ------------- | --------------------- | ----------------------- | ---------------------- |
| Laka          | 13 do 15              | < 1 dana                | 0 do 30 min.           |
| Srednje teška | 9 do 12               | > 1 do < 7 dana         | > 30 min. до < 24 čas. |
| Teška         | 3 do 8                | > 7 dan                 | > 24 časa              |

### Nedostaci
Nedostaci ove skale vide se kod njene primene za određivanje stepena oštećenja mozga kod onih pacijenata koji osim moždane traume imaju i druge poremećaje u organizmu koji mogu uticati na nivo svesti. Pacijenti u šoku, hipoksemiji, ili pod uticajem psihoaktivnih droga, alkohola, metaboličkih poremećaja i slično, mogu imati lošije vrednosti na Glazgovskoj skali kome nego je stvarno oštećenost mozga izazvano traumom.
Kod nekih pacijenata ovu skala se i ne možemo koristiti, na primer kod male dece, pacijenata sa oštećenjem kičmene moždine ili pacijenata sa traumom u području očiju.

## Literatura
- Teasdale, G.; Murray, G.; Parker, L.; Jennett, B. (1979). „Adding up the Glasgow Coma Score”. Proceedings of the 6th European Congress of Neurosurgery. Acta Neurochirurgica. Supplementum. 28. стр. 13—16. ISBN 978-3-7091-4090-1. PMID 290137. doi:10.1007/978-3-7091-4088-8_2.
- Meredith, Wayne; Rutledge, Robert; Fakhry, Samir M.; Emery, Sherry; Kromhout-Schiro, Sharon (1998). „The Conundrum of the Glasgow Coma Scale in Intubated Patients”. The Journal of Trauma: Injury, Infection, and Critical Care. 44 (5): 839—845. PMID 9603086. doi:10.1097/00005373-199805000-00016..

## Spoljašnje veze
|  | Molimo Vas, obratite pažnju na važno upozorenje u vezi sa temama iz oblasti medicine (zdravlja). |